# Luis Galván
Luis Adolfo Galván (Fernández, 24 febbraio 1948 – Córdoba, 5 maggio 2025) è stato un calciatore argentino, di ruolo difensore. Fu campione mondiale con l'Argentina nel campionato del mondo 1978.

## Carriera

### Club
Galván iniziò la carriera nel 1970, al Talleres, il club dove trascorse la maggior parte di essa. Non vinse mai nessun trofeo d'alto profilo, ma aiutò il Talleres a raggiungere un secondo posto (nel 1977) e due quarti posti (nel 1976 e nel 1978) nel campionato Nacional, oltre ad un terzo posto nel campionato Metropolitano. Questi due tornei, furono due campionati argentini esistiti tra il 1967 e il 1984. La fusione di questi due, andò a costituire il campionato di calcio argentino.
Lasciò il Talleres dopo averci giocato per dodici stagioni, per giocare in club minori, compresi i rivali del Belgrano de Córdoba.
Nel 1986 lasciò l'Argentina per trasferirsi a La Paz, in Bolivia, per giocare nel Bolívar, ma dopo pochi mesi tornò al Talleres, con cui chiuse la carriera nel 1987.

### Nazionale
Galván giocò la prima partita con l'Argentina nel 1975.
Proprio in Nazionale raggiunse l'apice della sua carriera, con la vittoria nel campionato del mondo 1978. Fu titolare anche nella finale del torneo, quando l'Argentina sconfisse i Paesi Bassi per 3 a 1, dopo i tempi supplementari, vincendo così il primo mondiale.
Fu selezionato anche per il campionato del mondo 1982, ma l'Argentina venne eliminata al termine della seconda fase. Si ritirò dalla Nazionale l'anno successivo, all'età di 35 anni.

## Palmarès

### Nazionale
- Campionato mondiale: 1

Argentina 1978